# مایک بلومفیلد
مایک بلومفیلد (انگلیسی: Mike Bloomfield؛ ۲۸ ژوئیهٔ ۱۹۴۳ – ۱۵ فوریهٔ ۱۹۸۱) یک موسیقی‌دان اهل ایالات متحده آمریکا بود.